# Knjige u 1881.
◄◄ | ◄ | 1878. | 1879. | 1880. | 1881.  | 1882. | 1883. | 1884. | ► | ►►
Arhitektura • Astronomija • Biologija • Film • Fotografija • Glazba • Kazalište • Kemija • Kiparstvo • Knjige • Književnost • Kršćanstvo • Meteorologija • Medicina • Planinarstvo • Politika • Pravo • Promet • Slikarstvo • Šport • Znanost • Željeznički promet
Knjige u 1881.

## Hrvatska i u Hrvata
- Opis zemalja u kojih obitavaju Hrvati ii. Svezak, Vjekoslav Klaić. Izdavač: Društvo Sv. Jeronima, Zagreb. Broj stranica: 264

## Vanjske poveznice
|  | Zajednički poslužitelj ima još gradiva o temi Knjige iz 1881. |